# Sciurinae

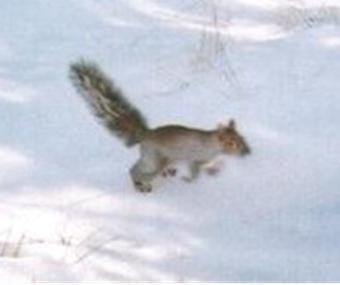
Scoiattolo grigio dell'Arizona.

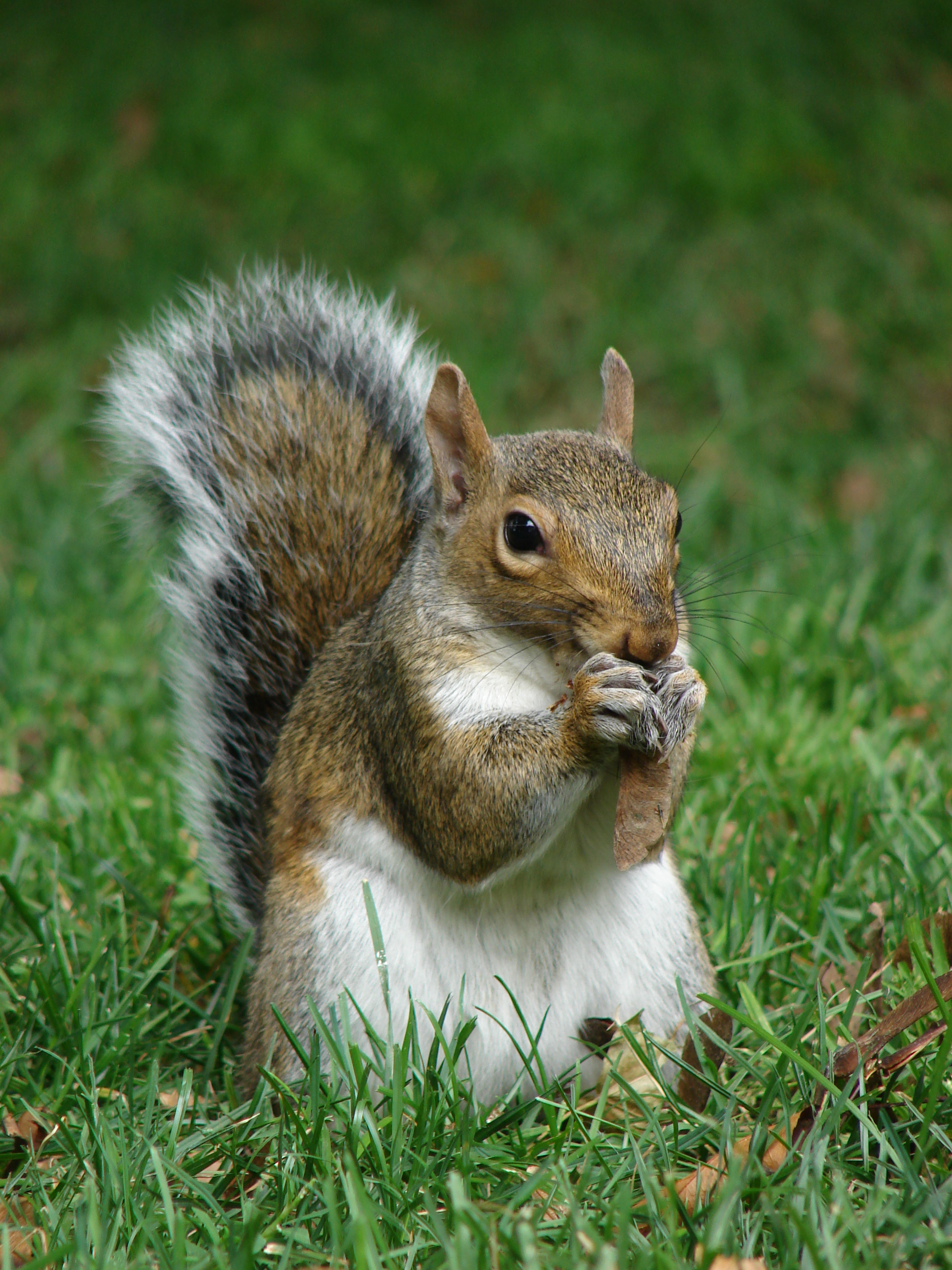
Scoiattolo grigio orientale.

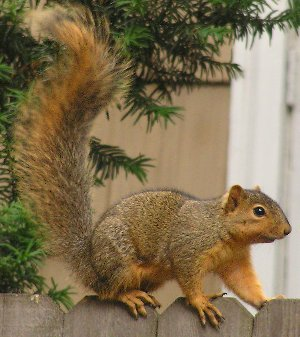
Scoiattolo volpe orientale.

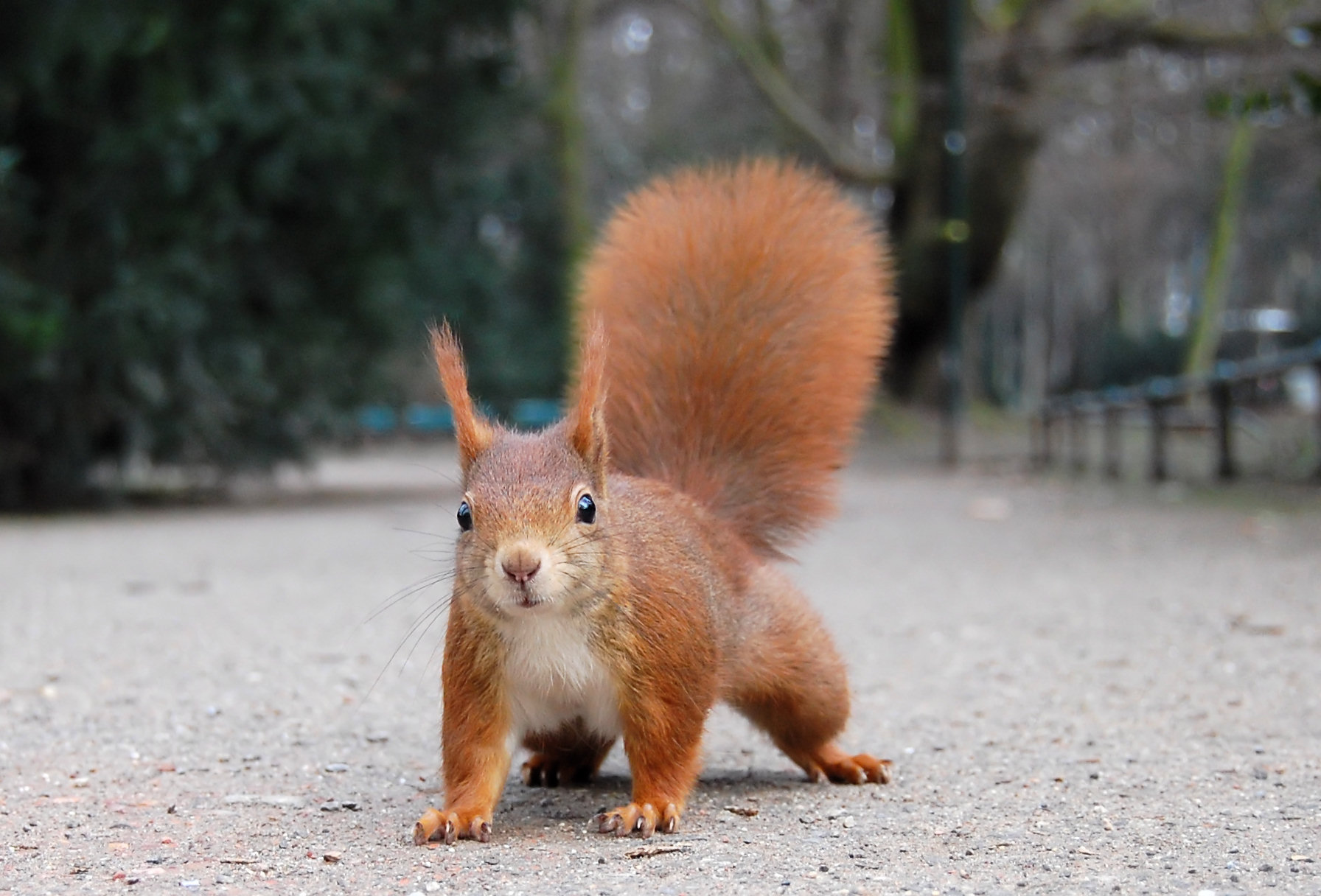
Scoiattolo rosso eurasiatico.

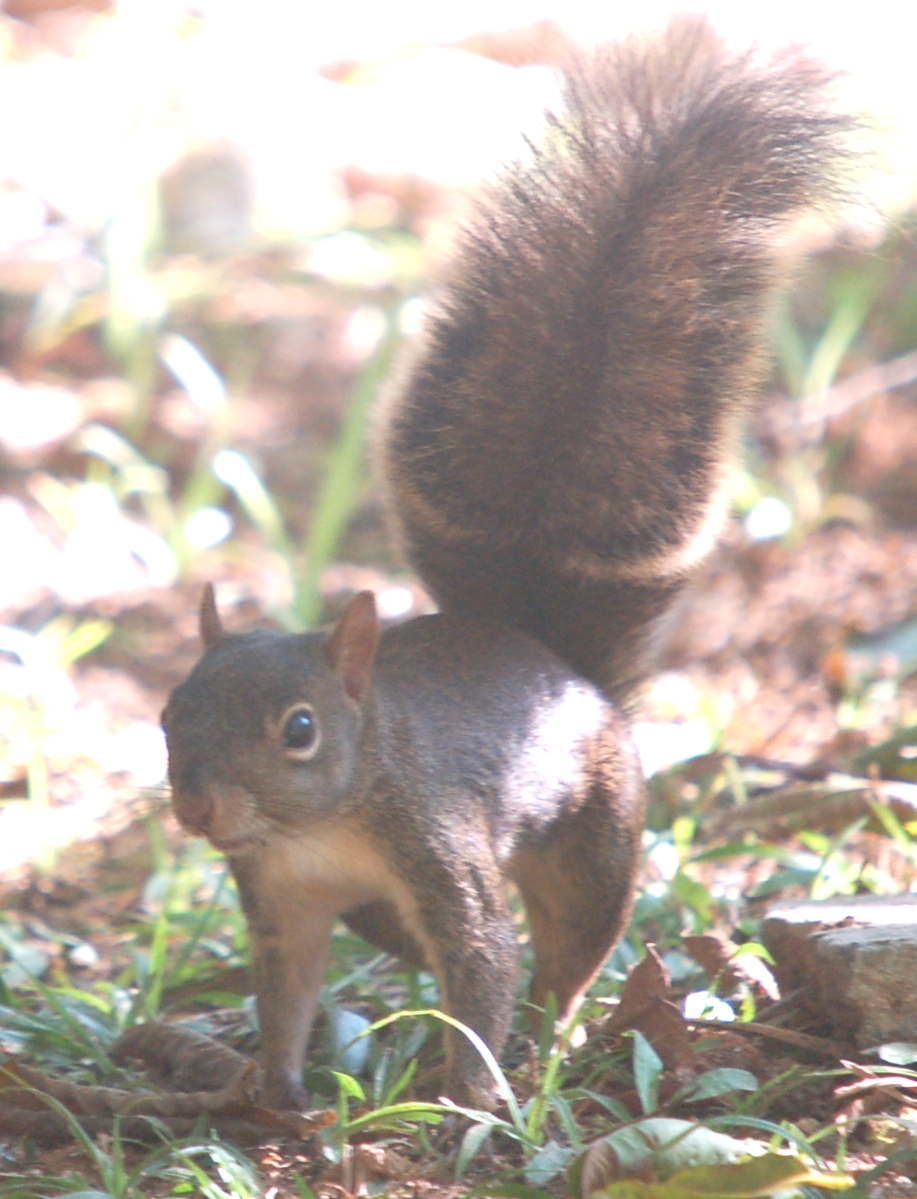
Scoiattolo della Guiana.

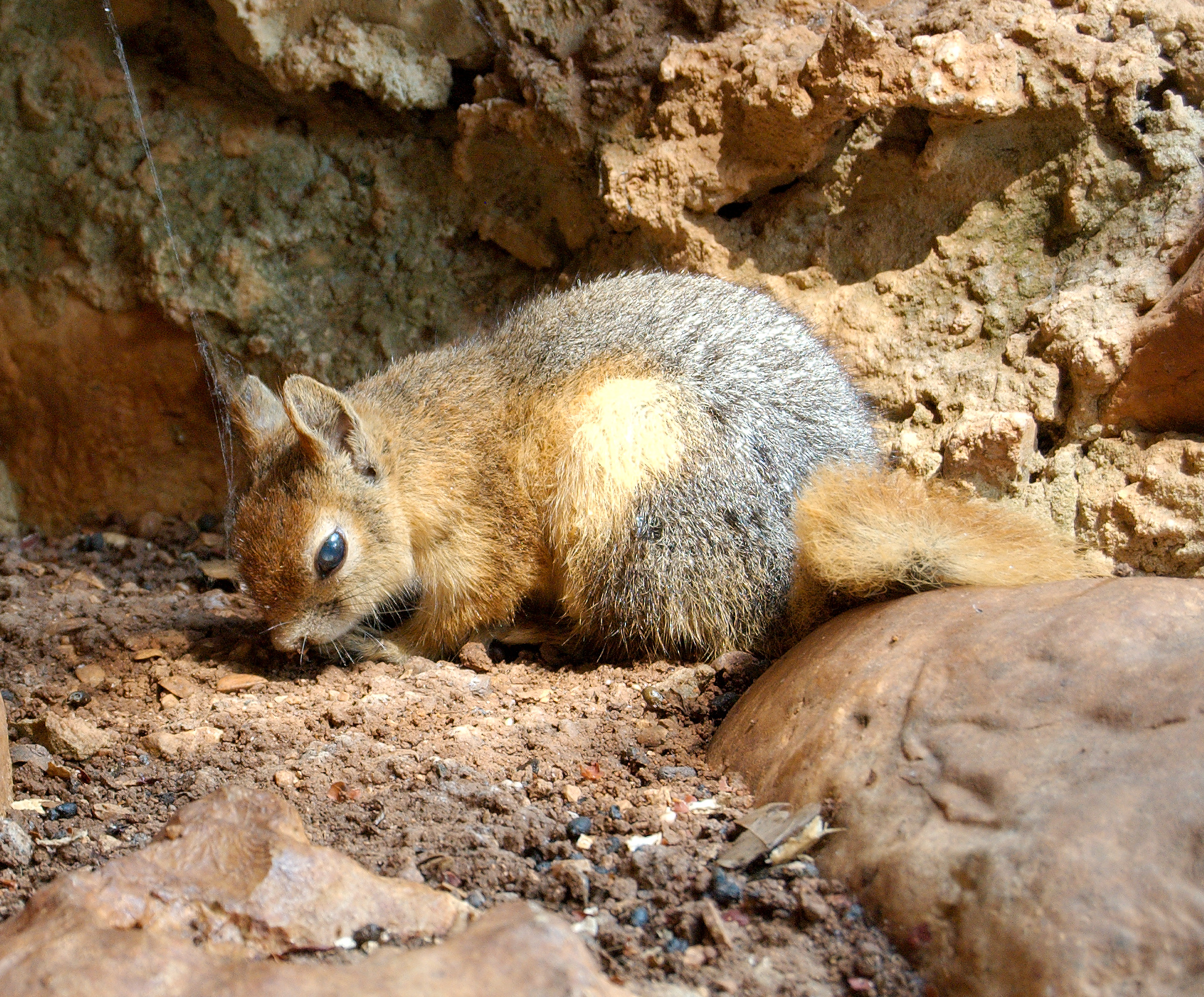
Scoiattolo del Caucaso.

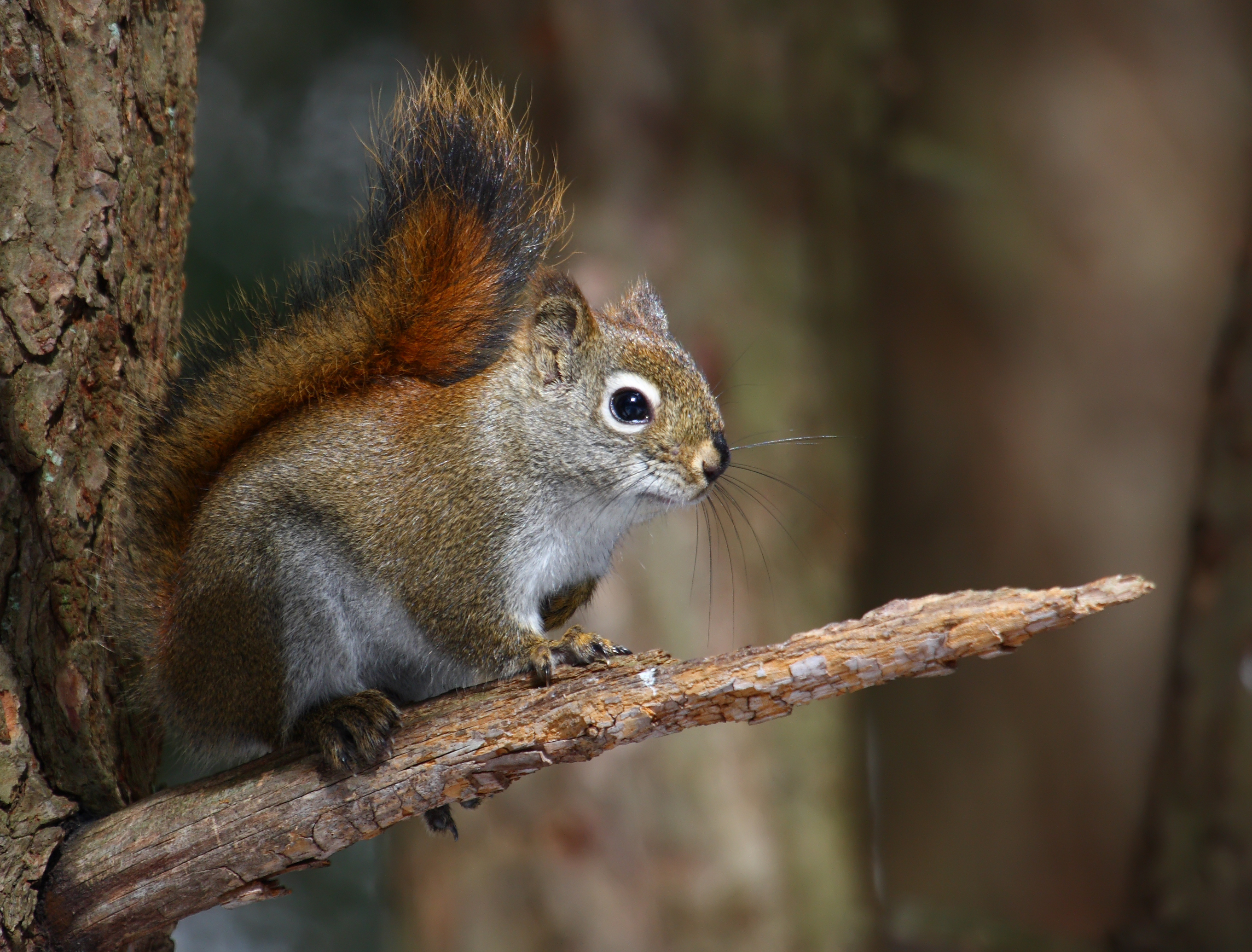
Scoiattolo rosso.

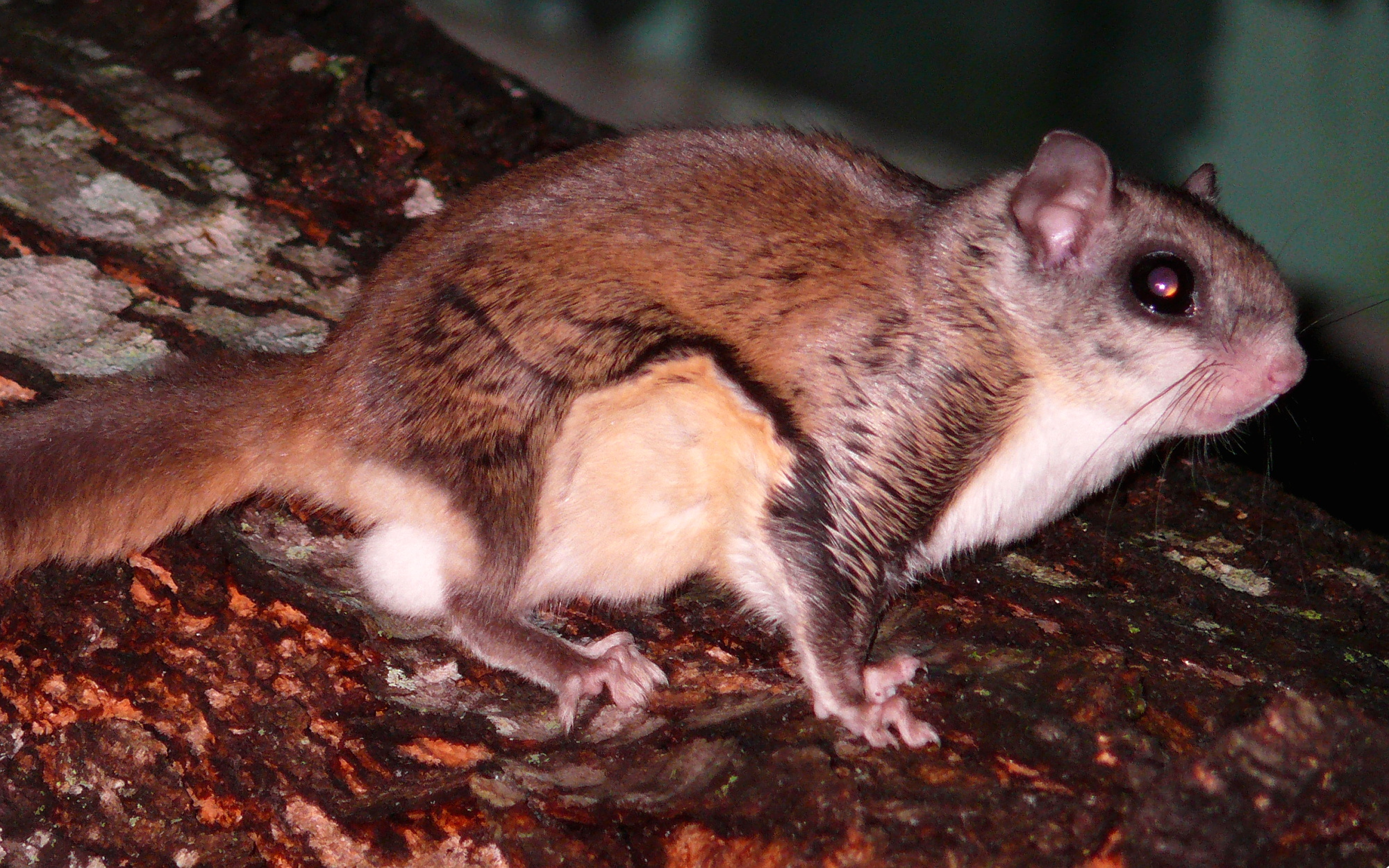
Glaucomio del sud.

Gli Sciurini (Sciurinae Fischer de Waldheim, 1817) sono una delle cinque sottofamiglie nella quale viene suddivisa la famiglia degli Sciuridi. A questo taxon appartengono gli scoiattoli arboricoli - il cui rappresentante più conosciuto è lo scoiattolo rosso eurasiatico - e gli scoiattoli volanti. A causa del loro patagio, gli scoiattoli volanti, nelle vecchie classificazioni, venivano classificati in una sottofamiglia distinta, mentre gli scoiattoli arboricoli venivano classificati assieme a quelli terricoli. Le analisi del DNA, però, hanno mostrato che gli scoiattoli arboricoli e quelli terricoli sono gruppi parafiletici, il che significa che essi includono specie derivate tutte da un progenitore comune appartenente al gruppo, ma non tutti i suoi discendenti; inoltre, grazie agli studi genetici è stato scoperto che scoiattoli volanti e arboricoli formano un clado comune, suddiviso appunto in due tribù.

## Tassonomia
La sottofamiglia degli Sciurini viene suddivisa in due tribù: Sciurini e Pteromyini.
Gli Sciurini comprendono 5 generi con 37 specie:
- Genere Microsciurus J. A. Allen, 1895
  - Microsciurus alfari (J. A. Allen, 1895) - scoiattolo nano del Centroamerica;
  - Microsciurus flaviventer (Gray, 1867) - scoiattolo nano dell'Amazzonia;
  - Microsciurus mimulus (Thomas, 1898) - scoiattolo nano occidentale;
  - Microsciurus santanderensis (Hernandez-Camacho, 1957) - scoiattolo nano di Santander.
- Genere Rheithrosciurus Gray, 1867
  - Rheithrosciurus macrotis (Gray, 1856) - scoiattolo terricolo dal ciuffo.
- Genere Sciurus Linnaeus, 1758
  - Sottogenere Sciurus Linnaeus, 1758
    - Sciurus alleni Nelson, 1898 - scoiattolo di Allen;
    - Sciurus arizonensis Coues, 1867 - scoiattolo grigio dell'Arizona;
    - Sciurus aureogaster F. Cuvier, 1829 - scoiattolo dal ventre rosso;
    - Sciurus carolinensis Gmelin, 1788 - scoiattolo grigio orientale;
    - Sciurus colliaei Richardson, 1839 - scoiattolo di Collie;
    - Sciurus deppei Peters, 1863 - scoiattolo di Deppe;
    - Sciurus lis Temminck, 1844 - scoiattolo del Giappone;
    - Sciurus nayaritensis J. A. Allen, 1890 - scoiattolo volpe del Messico;
    - Sciurus niger Linnaeus, 1758 - scoiattolo volpe orientale;
    - Sciurus oculatus Peters, 1863 - scoiattolo di Peters;
    - Sciurus variegatoides Ogilby, 1839 - scoiattolo variegato;
    - Sciurus vulgaris Linnaeus, 1758 - scoiattolo rosso eurasiatico;
    - Sciurus yucatanensis J. A. Allen, 1877 - scoiattolo dello Yucatan;

  - Sottogenere Otosciurus Nelson, 1899
    - Sciurus aberti Woodhouse, 1853 - scoiattolo di Abert;

  - Sottogenere Guerlinguetus Gray, 1821
    - Sciurus aestuans Linnaeus, 1766 - scoiattolo della Guiana;
    - Sciurus gilvigularis Wagner, 1842 - scoiattolo dalla gola gialla;
    - Sciurus granatensis Humboldt, 1811 - scoiattolo dalla coda rossa;
    - Sciurus ignitus (Gray, 1867) - scoiattolo della Bolivia;
    - Sciurus pucheranii (Fitzinger, 1867) - scoiattolo delle Ande;
    - Sciurus richmondi Nelson, 1898 - scoiattolo di Richmond;
    - Sciurus sanborni Osgood, 1944 - scoiattolo di Sanborn;
    - Sciurus stramineus Eydoux e Souleyet, 1841 - scoiattolo di Guayaquil;

  - Sottogenere Tenes Thomas, 1909
    - Sciurus anomalus Gmelin, 1778 - scoiattolo del Caucaso;

  - Sottogenere Hadrosciurus J. A. Allen, 1915
    - Sciurus flammifer Thomas, 1904 - scoiattolo flammeo;
    - Sciurus pyrrhinus Thomas, 1898 - scoiattolo rosso di Junín;

  - Sottogenere Hesperosciurus Nelson, 1899
    - Sciurus griseus Ord, 1818 - scoiattolo grigio occidentale;

  - Sottogenere Urosciurus J. A. Allen, 1915
    - Sciurus igniventris Wagner, 1842 - scoiattolo rosso dell'Amazzonia settentrionale;
    - Sciurus spadiceus Olfers, 1818 - scoiattolo rosso dell'Amazzonia meridionale.
- Genere Syntheosciurus Bangs, 1902
  - Syntheosciurus brochus Bangs, 1902 - scoiattolo di montagna di Bangs.
- Genere Tamiasciurus Trouessart, 1880
  - Tamiasciurus douglasii (Bachman, 1839) - scoiattolo di Douglas;
  - Tamiasciurus hudsonicus (Erxleben, 1777) - scoiattolo rosso;
  - Tamiasciurus mearnsi Townsend, 1897 - scoiattolo di Mearns.

Gli Pteromyini comprendono 15 generi con 46 specie:
- Genere Aeretes G. M. Allen, 1940
  - Aeretes melanopterus (Milne-Edwards, 1867) - scoiattolo volante della Cina settentrionale.
- Genere Aeromys Robinson e Kloss, 1915
  - Aeromys tephromelas (Günther, 1873) - scoiattolo volante nero;
  - Aeromys thomasi (Hose, 1900) - scoiattolo volante di Thomas.
- Genere Belomys Thomas, 1908
  - Belomys pearsonii (Gray, 1842) - scoiattolo volante dai piedi pelosi.
- Genere Biswamoyopterus Saha, 1981
  - Biswamoyopterus biswasi Saha, 1981 - scoiattolo volante di Namdapha.
  - Biswamoyopterus laoensis Sanamxay, Douangboubpha, Bumrungsri, Xayavong, Xayaphet, Satasook & Bates, 2013 - scoiattolo volante gigante del Laos.
  - Biswamoyopterus gaoligongensis Li, 2019 - scoiattolo volante del Monte Gaoligong.
- Genere Eoglaucomys A. H. Howell, 1915
  - Eoglaucomys fimbriatus (Gray, 1837) - scoiattolo volante del Kashmir.
- Genere Eupetaurus Thomas, 1888
  - Eupetaurus cinereus Thomas, 1888 - scoiattolo volante lanoso.
- Genere Glaucomys Thomas, 1908
  - Glaucomys sabrinus (Shaw, 1801) - glaucomio del nord;
  - Glaucomys volans (Linnaeus, 1758) - glaucomio del sud.
- Genere Hylopetes Thomas, 1908
  - Hylopetes alboniger (Hodgson, 1836) - scoiattolo volante multicolore;
  - Hylopetes bartelsi (Chasen, 1939) - scoiattolo volante di Bartels;
  - Hylopetes lepidus (Horsfield, 1822) - scoiattolo volante dalle guance grigie;
  - Hylopetes nigripes (Thomas, 1893) - scoiattolo volante di Palawan;
  - Hylopetes phayrei (Blyth, 1859) - scoiattolo volante dell'Indocina;
  - Hylopetes platyurus (Jentink, 1890) - scoiattolo volante di Jentink;
  - Hylopetes sipora Chasen, 1940 - scoiattolo volante di Sipora;
  - Hylopetes spadiceus (Blyth, 1847) - scoiattolo volante dalle guance rosse;
  - Hylopetes winstoni (Sody, 1949) - scoiattolo volante di Sumatra.
- Genere Iomys Thomas, 1908
  - Iomys horsfieldii (Waterhouse, 1838) - scoiattolo volante di Giava;
  - Iomys sipora Chasen e Kloss, 1928 - scoiattolo volante delle Mentawai.
- Genere Petaurillus Thomas, 1908
  - Petaurillus emiliae Thomas, 1908 - petaurillo minore;
  - Petaurillus hosei (Thomas, 1900) - petaurillo di Hose;
  - Petaurillus kinlochii (Robinson e Kloss, 1911) - petaurillo di Selangor.
- Genere Petaurista Link, 1795
  - Petaurista alborufus (Milne-Edwards, 1870) - petaurista bianco e rosso;
  - Petaurista elegans (Müller, 1840) - petaurista macchiato;
  - Petaurista leucogenys (Temminck, 1827) - petaurista del Giappone;
  - Petaurista magnificus (Hodgson, 1836) - petaurista di Hodgson;
  - Petaurista nobilis (Gray, 1842) - petaurista del Bhutan;
  - Petaurista petaurista (Pallas, 1766) - petaurista rosso;
  - Petaurista philippensis (Elliot, 1839) - petaurista indiano;
  - Petaurista xanthotis (Milne-Edwards, 1872) - petaurista della Cina.
- Genere Petinomys Thomas, 1908
  - Petinomys crinitus (Hollister, 1911) - scoiattolo volante di Basilan;
  - Petinomys fuscocapillus (Jerdon, 1847) - scoiattolo volante di Travancore;
  - Petinomys genibarbis (Horsfield, 1822) - scoiattolo volante dai mustacchi;
  - Petinomys hageni (Jentink, 1888) - scoiattolo volante di Hagen;
  - Petinomys lugens (Thomas, 1895) - scoiattolo volante di Sipora;
  - Petinomys mindanensis (Rabor, 1939) - scoiattolo volante di Mindanao;
  - Petinomys sagitta (Linnaeus, 1766) - scoiattolo volante freccia;
  - Petinomys setosus (Temminck, 1844) - scoiattolo volante di Temminck;
  - Petinomys vordermanni (Jentink, 1890) - scoiattolo volante di Vordermann.
- Genere Pteromys G. Cuvier, 1800
  - Pteromys momonga Temminck, 1844 - scoiattolo volante del Giappone;
  - Pteromys volans (Linnaeus, 1758) - scoiattolo volante siberiano.
- Genere Pteromyscus Thomas, 1908
  - Pteromyscus pulverulentus (Günther, 1873) - scoiattolo volante grigiofumo.
- Genere Trogopterus Heude, 1898
  - Trogopterus xanthipes (Milne-Edwards, 1867) - scoiattolo volante dai denti complessi.